# Frea paralbicans
Frea paralbicans är en skalbaggsart som beskrevs av Stefan von Breuning 1979. Frea paralbicans ingår i släktet Frea och familjen långhorningar. Inga underarter finns listade i Catalogue of Life.